# Igor Georgijewitsch Kolodinski
Igor Georgijewitsch Kolodinski (russisch Игорь Георгиевич Колодинский; * 7. Juli 1983 in Magdeburg) ist ein russischer Volleyball- und Beachvolleyballspieler.

## Karriere
Kolodinski spielte zuerst in der Halle bei VK Lokomotiv-Belogorje. In der Saison 2002/03 gelang ihm mit dem Verein das Triples aus russischer Meisterschaft, nationalem Pokalsieg und dem Gewinn der Champions League. Die Titel in der Meisterschaft und Champions League konnte Belgorod in der folgenden Spielzeit verteidigen. 2005 wurde Kolodinski zum dritten Mal in Folge russischer Meister und ein Jahr später reichte es noch zum zweiten Platz.
Im Sommer 2005 begann er außerdem eine Karriere im Beachvolleyball. Seine ersten beiden internationalen Turniere in Salvador da Bahia und Kapstadt bestritt er mit Stanislaw Eremin, ehe er 2006 zunächst mit Leonid Kalinine antrat und russischer Meister wurde. In Vitória hatte er seinen ersten gemeinsamen Auftritt mit seinem langjährigen Partner Dmitri Barsuk und erreichte sofort eine Top-Ten-Platzierung. 2007 gewann das Duo drei Bronzemedaillen bei Open-Turnieren. Bei der Weltmeisterschaft in Gstaad unterlagen Kolodinski / Barsuk erst im Finale den US-Amerikanern Todd Rogers / Phil Dalhausser. Außerdem wurden sie Fünfter der Europameisterschaft in Valencia und Zweiter vor heimischem Publikum in Sankt Petersburg. Nach dem dritten Rang bei der Europameisterschaft 2008 gewannen sie in Klagenfurt als erste russische Beachvolleyballer ein Grand-Slam-Turnier. Anschließend nahmen sie am olympischen Turnier in Peking teil und belegten den neunten Platz.
In der Saison 2008/09 spielte Kolodinski auch wieder in der Halle bei VK Dynamo Krasnodar. Der letzte große Beach-Erfolg mit Barsuk war der Sieg bei den Kristiansand Open 2009. Danach wechselte Kolodinski zu ZSK Gazprom-Ugra Surgut, ehe er im Dezember 2010 wieder nach Belgorod zurückkehrte. Im Sand bildete er ab den Prag Open 2010 ein neues Duo mit Jaroslaw Koschkarjow und wurde bei den Grand Slams in Stavanger und Gstaad sowie bei der Europameisterschaft in Berlin jeweils Fünfter.